# Min kärlekssång till dig
"Min kärlekssång till dig" är en låt som Lasse Berghagen skrev och framförde i den svenska Melodifestivalen 1974. Den kom på andra plats, i skuggan av popgruppen Abba:s segrande låt "Waterloo", som även kom att vinna Eurovision Song Contest 1974. Vid framförandet av "Min kärlekssång till dig" spelade Lasse Berghagen akustisk gitarr. Låten är även känd under titeln "Jag har köpt mig en akustisk gitarr".
Berghagen utgav den på singelskivan Polydor 2953 171 år 1974. Arrangör var Lars Samuelson och musikproducent var Kit Sundqvist.
Melodin låg på Svensktoppen i 11 veckor under perioden 24 mars–2 juni 1974. Den låg bland annat etta under en veckas tid.

## Övrigt
Under den svenska Melodifestivalen 2008 gjordes en skämtsketch i pausunderhållningsnumret, där Lasse Berghagen anklagade Kristian Luuk för att ha försökt stoppa framförandet.